# Hoosier (Reifenhersteller)

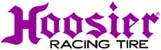
Logo der Hoosier Company

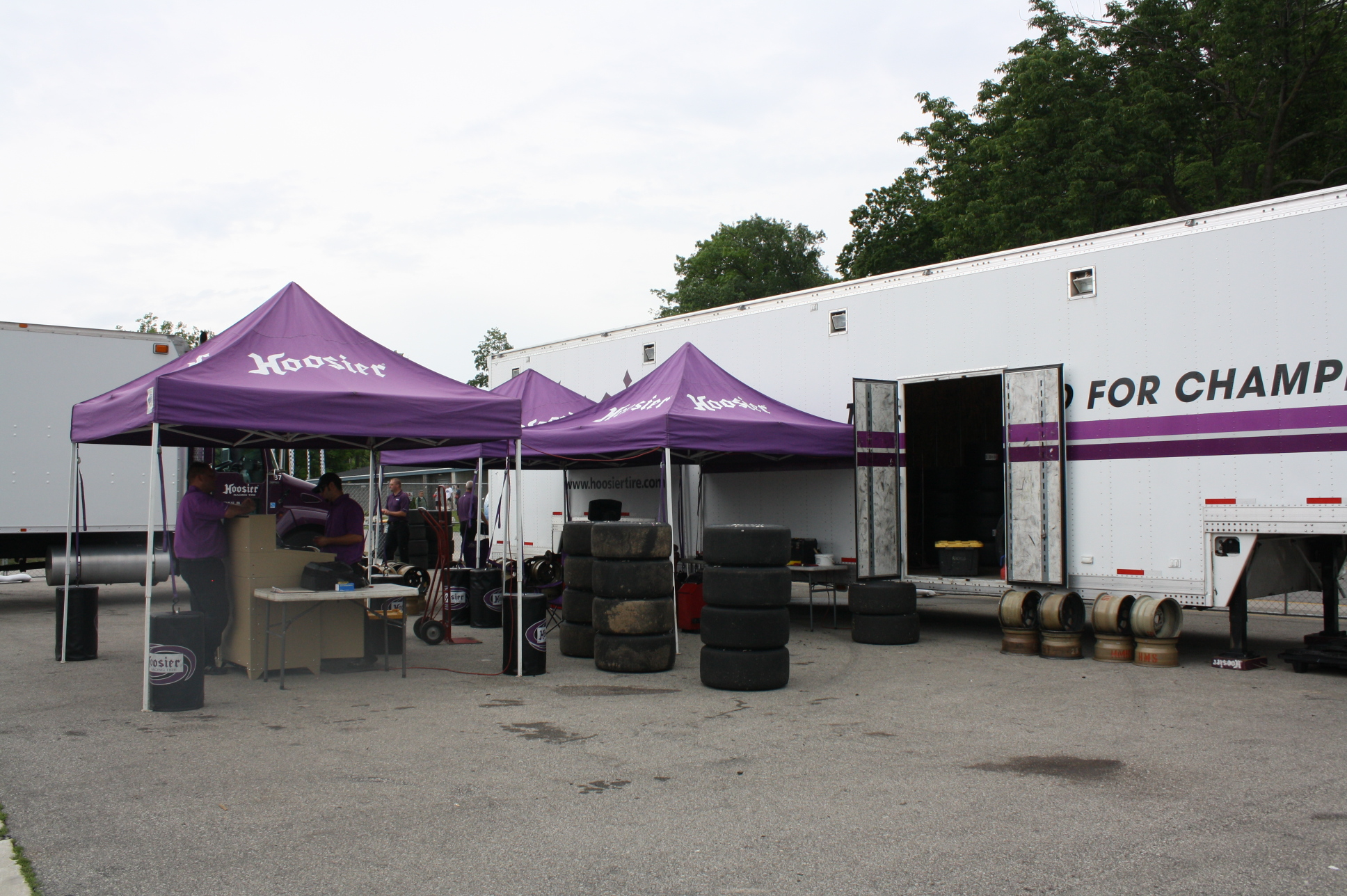
Renndienst-Fahrzeug

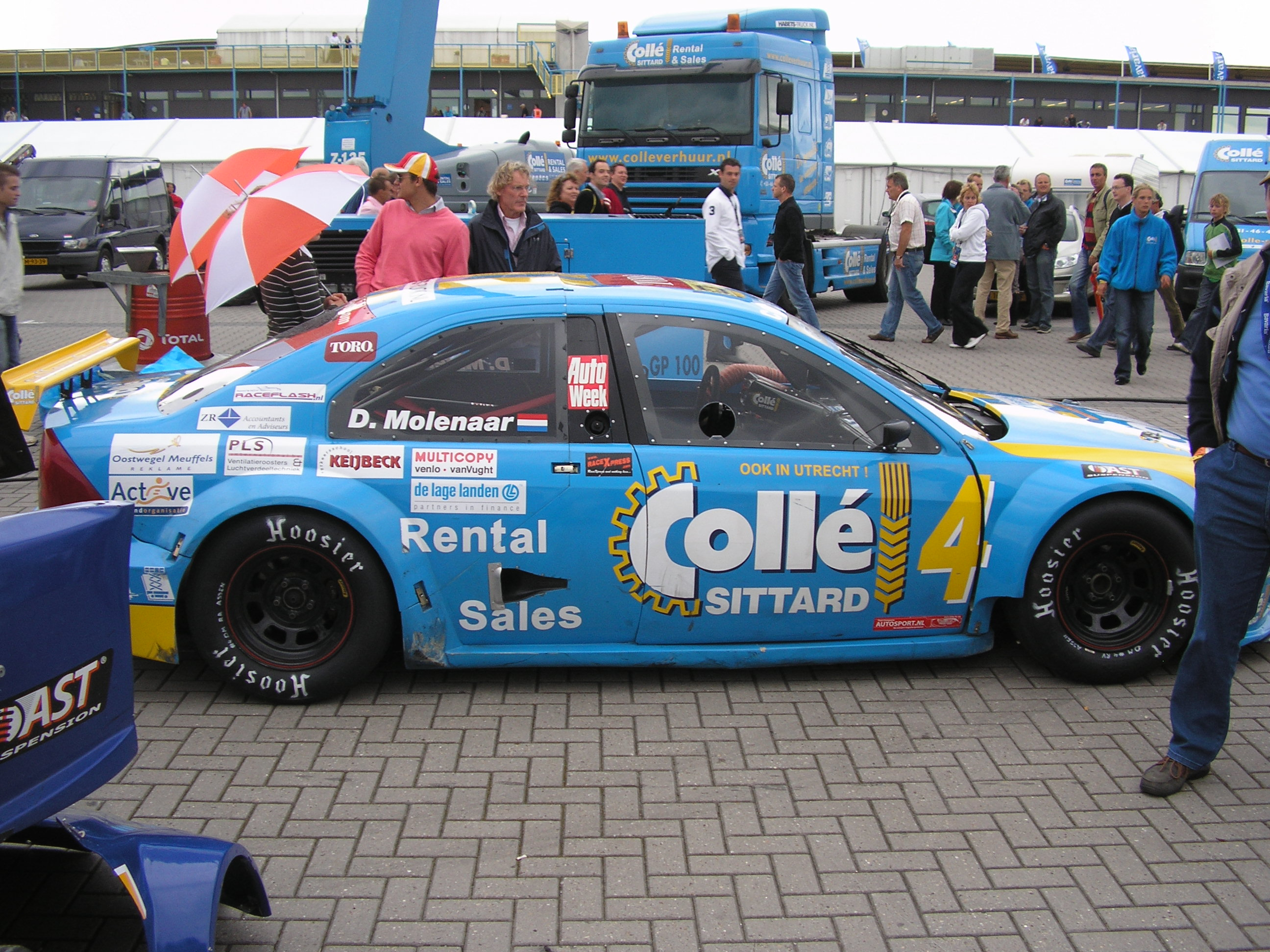
BRL V6 mit Hoosier Racing Tire

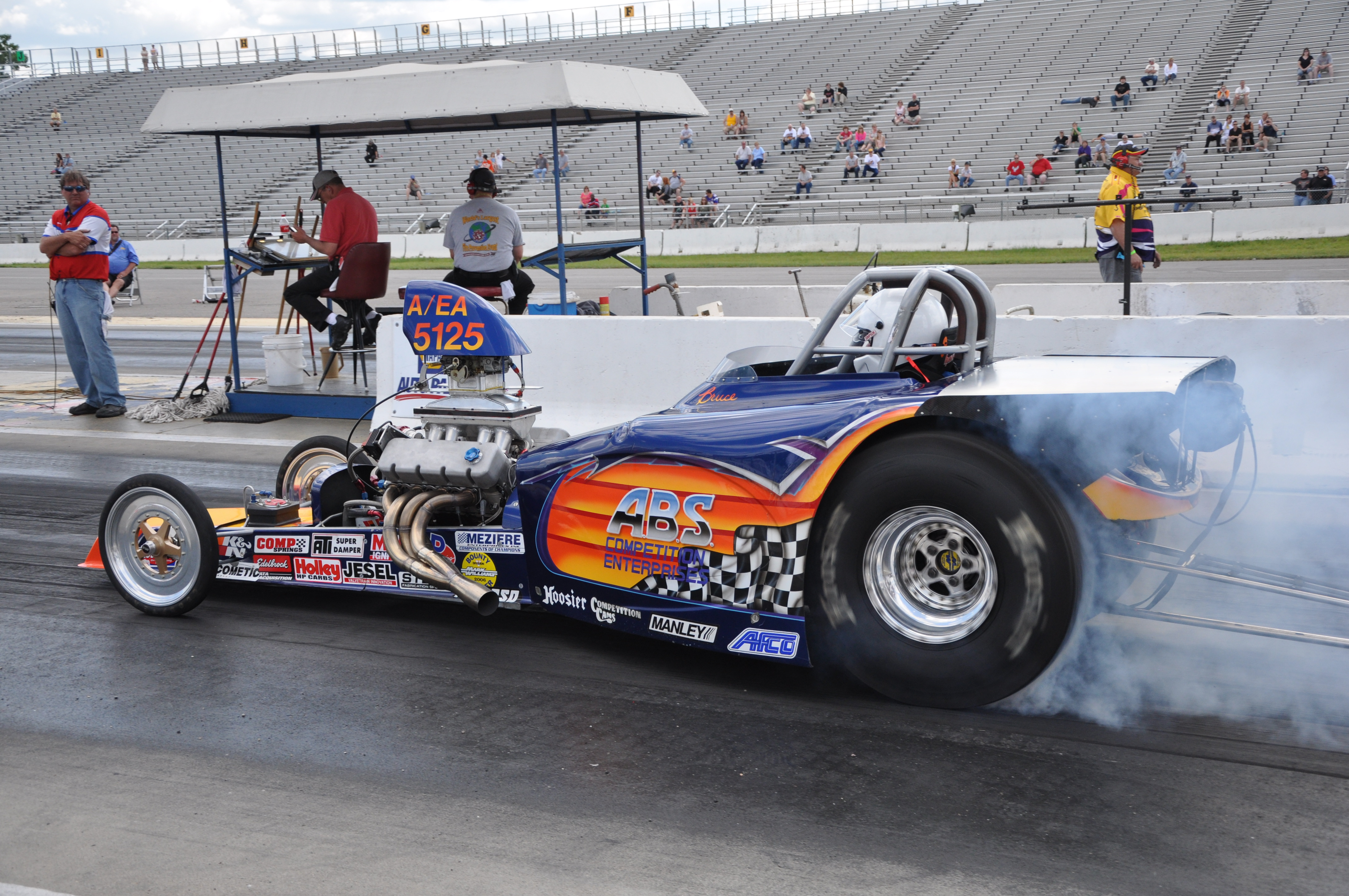
Dragster mit Hoosier Racing Tire

Hoosier Racing Tire Corp ist eine US-amerikanische Reifenmarke eines Rennreifenherstellers mit Sitz in Lakeville (Indiana), die zur Continental AG gehört.
Die Hoosier Company wurde 1958 vom ehemaligen Rennfahrer Robert „Bob“ Lee Newton und seiner Frau Joyce gegründet und ist vor allem auf die Produktion von Reifen für den Wettbewerbseinsatz spezialisiert. Die Farbe Lila für den Schriftzug  wurde von der Grundfarbe von Bob Newtons Rennwagen übernommen, den er unter der Startnummer 4 bei seinem letzten Indianapolis-Rennen fuhr.
Hoosier ist der weltweit größte Rennreifenhersteller für die Rennserien NASCAR, American Indycar Series (AIS), IMCA, SCCA und für Rennreifen für den weltweiten Kartsport und den Dragsterrennsport.
Hoosier Racing Tire produziert mehr als 1000 verschiedene Arten von Rennreifen. Das Unternehmen betreibt in Lakeville ein eigenes Technologiezentrum mit einer speziellen Reifentesteinrichtung für Geschwindigkeiten bis zu 500 km/h. Seit 1997 ist das Reifenhauptwerk in Plymouth angesiedelt.
Zu den weiteren international bekannten Rennserien die Hoosier ausrüstet, zählen die FIA World Rallycross Championship, FIM Sidecar World Championship, American Le Mans Series, die Grand-Am, USAC, CanAm, Trans-Am, IMSA, oder auch die AMA und Top Fuel Dragster. In Europa gehört die Euronascar, der ADAC Tourenwagen Junior Cup, der Formula 3 Cup in der Ultimate Cup Series und die V8 Thunder Series zu den Serien, die von Hoosier Racing Tire Europe betreut werden.
Hoosier Racing Tire Corp wurde im Oktober 2016 von dem internationalen Technologiekonzern Continental AG übernommen.

## Vertrieb
- Hoosier Tire Australia
- Hoosier Tire Canada
- Hoosier Tyres South Africa
- Hoosier Racing Tire Europe, befindet sich in Hannover, in der Unternehmenszentrale der Continental AG. Von dort aus werden die europäischen Distributoren bedient.